# Schwere Panzer-Abteilung 504

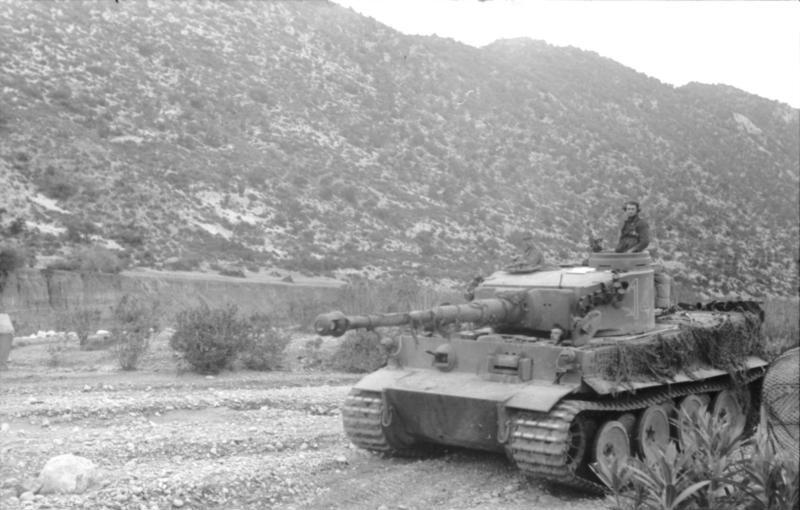
Tiger I in Tunesië in 1943.

Het Schwere Panzer-Abteilung 504 was een zelfstandig opererend Duits tankbataljon in de Tweede Wereldoorlog. Het bataljon was uitgerust met zware tanks van het type Tiger I en Tiger II.

## Structuur
- Stab (staf)
- Stabskompanie (compagniestaf) (drie tanks)
  - Nachrichtenzug
  - gepanzerter Aufklärungszug (SPW)
  - Erkundungszug
  - Pionierzug (genie)
  - Fliegerabwehrzug (luchtverdediging)
- 1.–3. Panzerkompanie (iedere compagnie 14 tanks)
  - Kompanietrupp (ieder twee tanks)
  - 1. tot 3. Zug (ieder vier tanks)
  - Sanitätsdienst (geneeskundigedienst)
  - Kfz. Instandsetzungsgruppe
  - Gefechtstross I
  - Gefechtstross II
  - Gepäcktross
- Werkstattkompanie
  - 1. en 2. Werkstattzug
  - Bergezug
  - Waffenmeisterei
  - Funkmeisterei
  - Ersatzteilgruppe

## Plaatsing en inzet in Noord-Afrika
Op 13 januari 1943, werd uit delen van het Panzerregiment 4 in Bad Fallingbostel, het Schwere Panzer-Abteilung 504 samengesteld. In voorbereiding voor een inzet in Noord-Afrika werd de abteilung in het Afrikakorps geplaatst. De troepen werden ingedeeld in drie compagnieën. In maart volgde de verplaatsing naar Sicilië en dezelfde dag werden de staf en de 1e compagnie naar Tunis in Tunesië verplaatst, de andere twee compagnieën bleven in Sicilië achter.
Op 12 mei 1943, capituleerden de staf en de 1e compagnie, gezamenlijk met het Afrikakorps in Tunesië. Het merendeel van de manschappen van de abteilung, lukte het na het achterlaten van hun tanks te vluchten naar Sicilië. Er volgde een opsplitsing van de abteilung, waar de 2e compagnie ingedeeld werd in de Fallschirm-Panzer-Division Hermann Göring, de 3e compagnie versterkte de 11e compagnie van het Panzerregiment Großdeutschland. De overgebleven delen van de abteilung werden onderdeel van de Panzer-Abteilung 215.

## Herplaatsing en inzet in Italië
Op 18 november 1943 werd de Schwere Panzer-Abteilung 504 verplaatst naar Frankrijk. Aanvang juni 1944 werden zij naar Italië verplaatst, waar zij op de 14e van dezelfde maand arriveerden. Tot het einde van de oorlog waren ze geplaatst onder het 10e Leger. De 2e compagnie nam deel aan de Slag om Monte Cassino.
| Sterktemelding | 31 mei 1944 | 1 juli | 1 aug. | 1 sept. | 1 okt. | 1 nov. | 1 dec. | 1 jan. 1945 | 15 jan. | 1 maart | 15 maart | 5 april |
| Totaal aantal  | 45          | 23     | 30     | 30      | 21     | 21     | 21     | 21          | 21      | 36      | 36       | 33      |
| Operationeel   | 43          | 9      | 23     | 28      | 15     | 21     | 21     | 16          | 21      | 26      | 32       | 22      |
| Reparatie      | 2           | 14     | 7      | 2       | 6      | 0      | 0      | 5           | 0       | 10      | 4        | 11      |
| Verliezen      |             | 22     | 5      |         | 9      |        |        |             |         |         |          | 3       |

Op 15 augustus 1944 werd de Panzer-Abteilung naar Wenen verplaatst, daar ontvingen ze de Tiger II. Aanvang september werden ze weer ingezet aan het front in Italië. Tot januari 1945 gingen alle Tiger II verloren, zodat de Abteilung weer met de Tiger I moesten vechten.
Ze kregen vanaf oktober 1944 tot februari 1945, 41 Tiger I, 6 Tiger II, en respectievelijk 55 Schützenpanzerwagen Sd.Kfz.250 en 251 en 26 Panzerkampfwagen IV.
In mei 1945, capituleerde ze na zeven maanden aan het Italiaanse front bij Wenen aan de Amerikaanse troepen.
Het Schwere Panzer-Abteilung 504 verloor in haar bestaan 109 eigen tanks en vernietigde 250 vijandelijke tanks een kill ratio van 2.29.

## Commandanten
- Major Augustus Seidensticker (februari 1943 - mei 1943)
- Hauptmann Kühn (november 1943 - september 1944)
- Major Nill (september 1944 - 2 mei 1945)

## Lijst van onderscheidingen van de Schwere Panzer-Abteilung 504
Houders van het Duitse Kruis
- Oberfeldwebel Kurt Gross op 30 augustus 1944[4][5]
- Oberleutnant Herbert Heim op 24 maart 1945[4][5]
- Leutnant der Reserve Heinrich Mayr op 6 augustus 1944[4][5]

Houder van het Ridderkruis van het IJzeren Kruis
- Oberfähnrich Oskar Röhrig op 4 juli 1944[4][5]

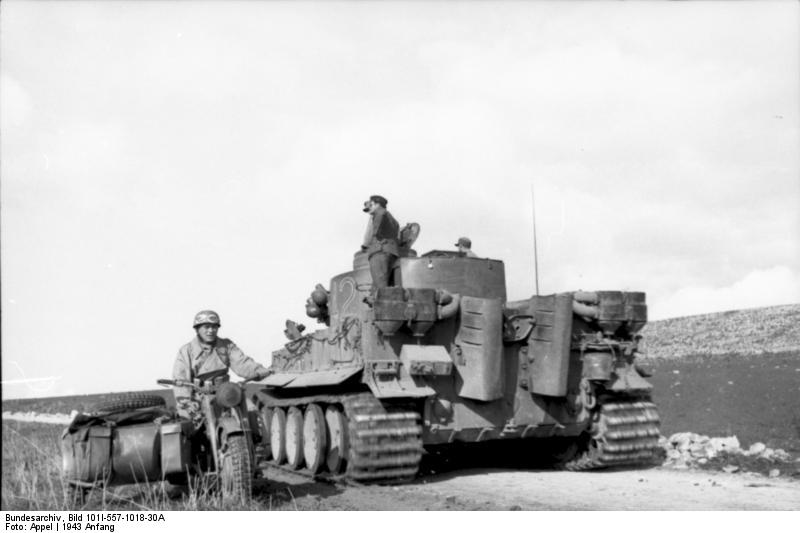
Tunesië: Tiger I naast een Fallschirmjäger op een zijspan, januari 1943.
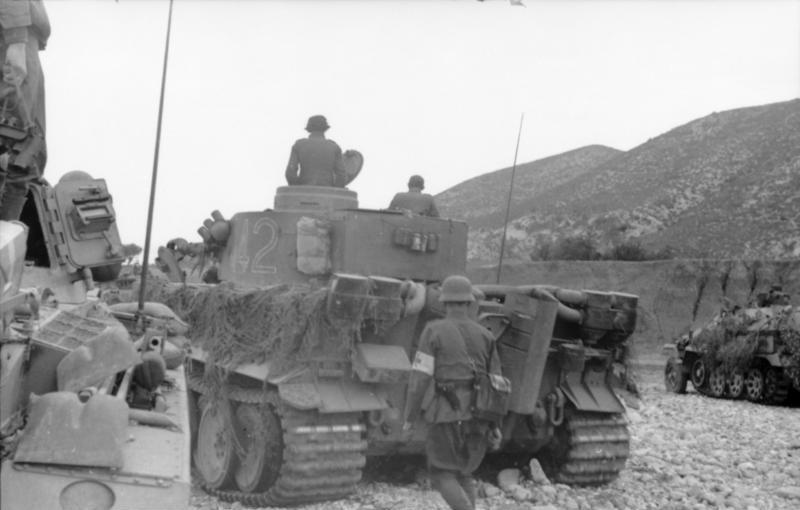
Noord-Afrika, Tunesië (Algerijnse grens): Tiger I en Sd.Kfz. 251 in een steenachtige terrein, 1943.
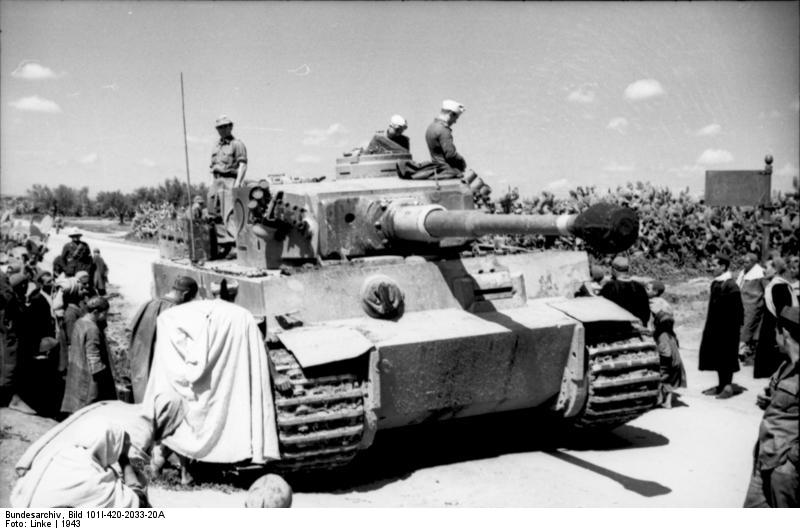
Tunesië: Tiger I met bemanning tussen de burgerbevolking, 1943.
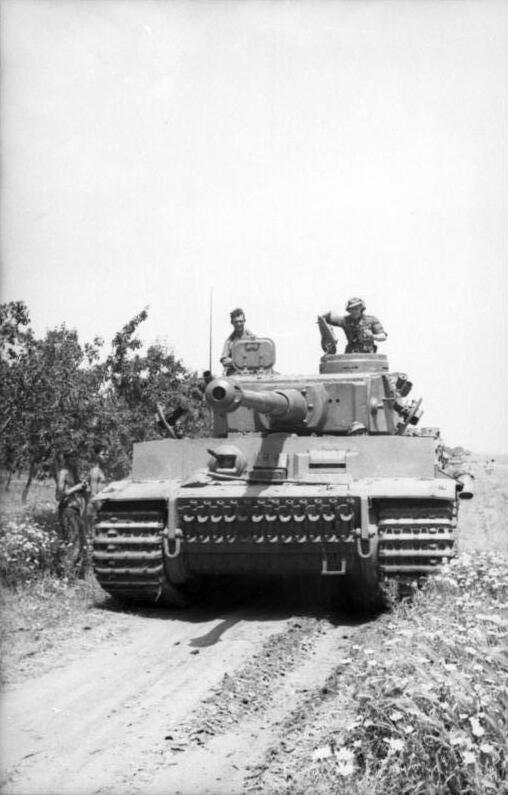
Tunesië, 1943
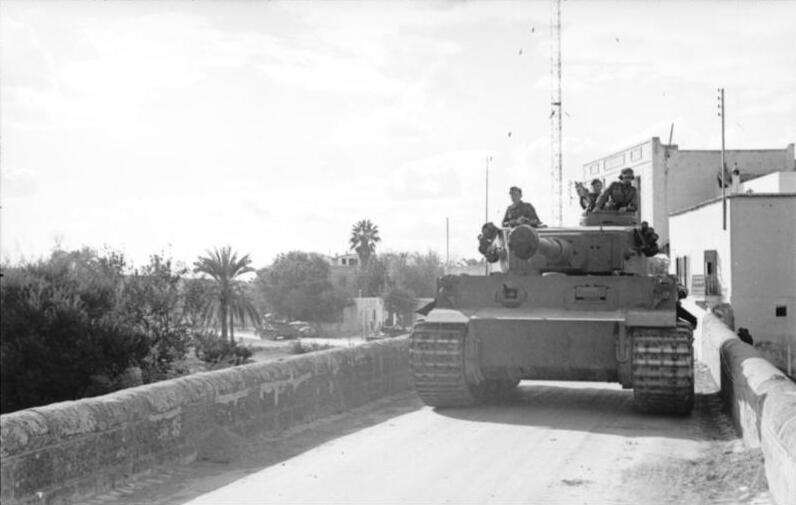
Noord-Afrika, Tunesië: Tiger I met bemanning op de geschutskoepel, 1943.
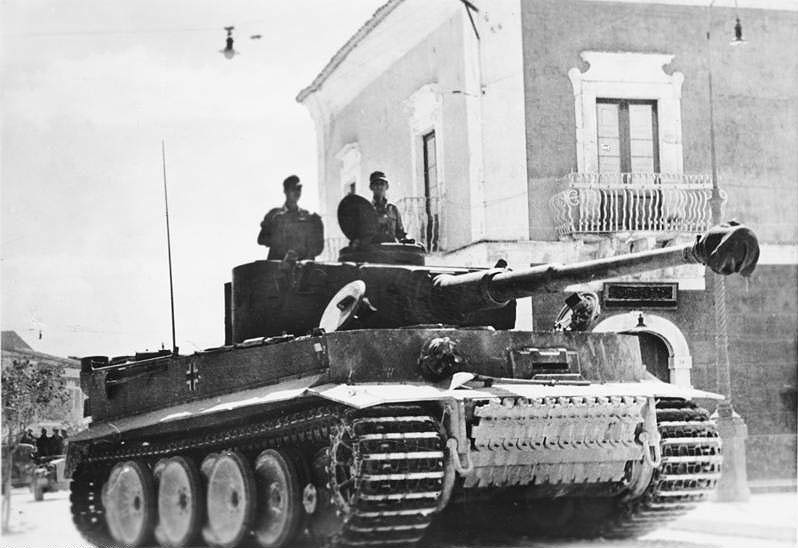
Sicilië: Tiger I rijdt door een stad heen, 1943.